# Зони наднизької швидкості поперечних хвиль

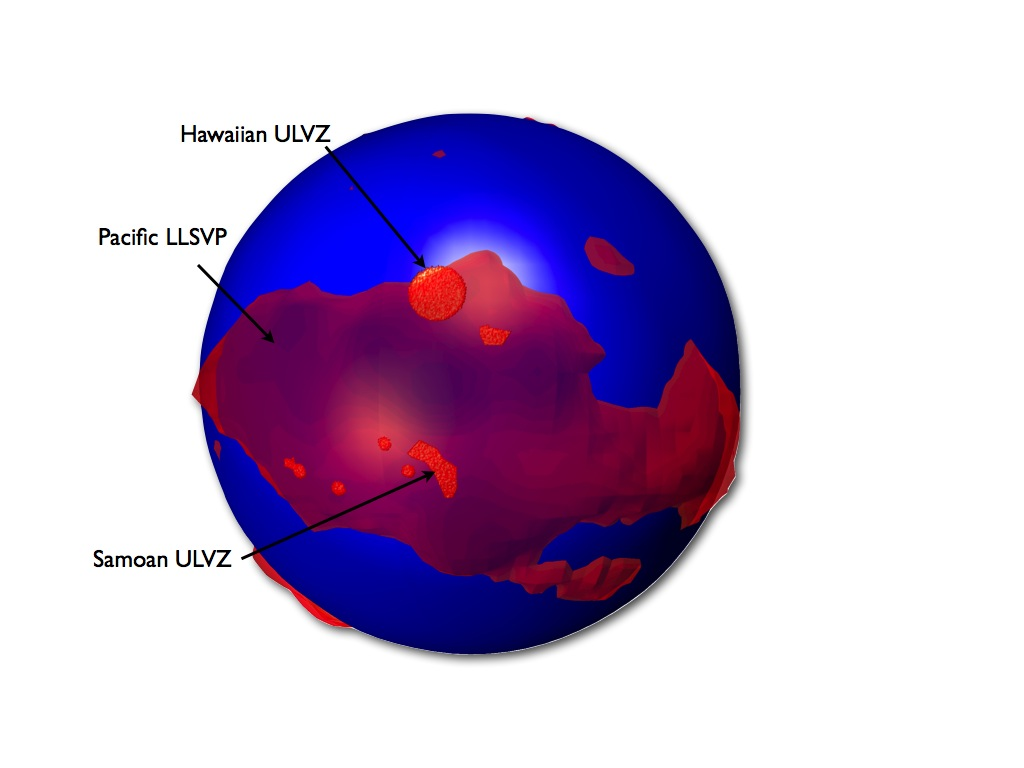
Зони наднизьких швидкостей (червоні структури, ULVZ) і велика тихоокеанська провінція з низькою швидкістю зсуву (LLSVP) у ядрі Землі (синій колір)

Зони наднизьких швидкостей поперечних хвиль (англ. Ultra-low velocity zone, ULVZ) — це ділянки на межі ядра та мантії, які мають надзвичайно низькі сейсмічні швидкості. На карті зони мають сотні кілометрів у діаметрі та десятки кілометрів завтовшки. Їх швидкість зсуву хвилі може бути на 30 % нижчою, ніж навколишній матеріал. Склад і походження зон залишаються невизначеними. Здається, що зони корелюють з краями африканських і тихоокеанських великих провінцій низької швидкості зсуву (Large low-shear-velocity provinces, LLSVP), а також з розташуванням гарячих точок.
.